# Propofol

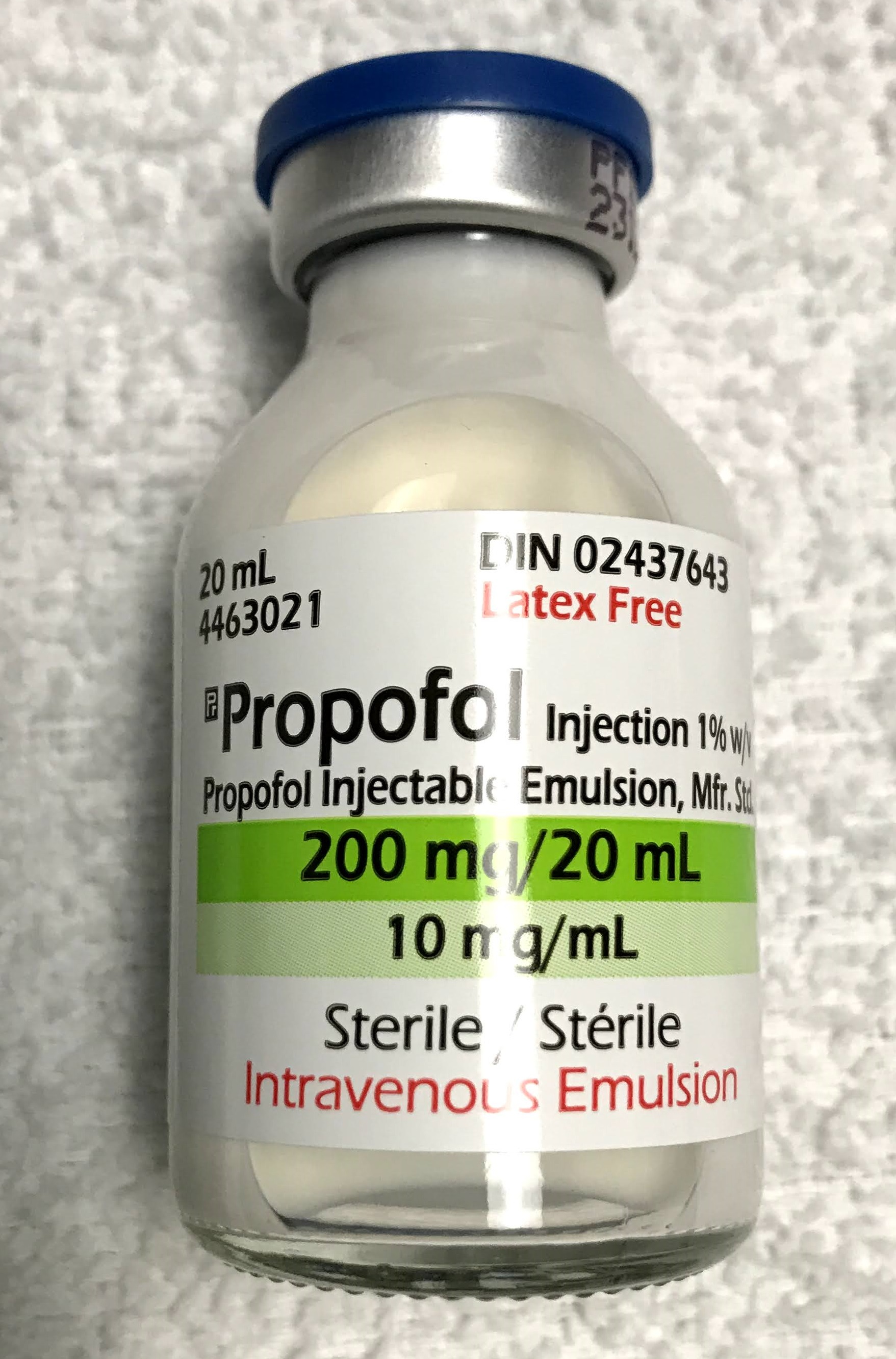
En flaska med propofol.

Strukturformel för propofol.

Propofol är en läkemedelssubstans som används som anestesi intravenöst, antingen som start av narkos eller som förberedelse (då substansen är lugnande). Medvetandet försvinner eller sänks rejält av propofol.
Det är viktigt att hela tiden ha kontroll över andning och cirkulation samt att ha beredskap för akut livräddning vid propofolanvändning. Propofol ges enbart av sjukvårdspersonal inom operationssjukvård och intensivsjukvård.
Delstaten Missouri i USA använder denna substans sedan de införde endrogsvarianten vid avrättning med giftinjektion.

## Verkningsmekanism
Likt många andra narkosmedel påverkar propofol GABA-receptorn. I lägre koncentration fungerar den som modulator av GABAA-receptorn, medan den i högre koncentrationer kan orsaka direkt aktivering av denna. Troligen bidrar också bindning till andra molekyler till effekten; propofol har visats binda till flera hundra proteiner i cellen, häribland diverse jonkanaler, kinesin och SIRT-2-deacetylas. Även effekter på det endocannabinoida systemet är sannolikt inblandade.